# Піраміда (більярд)

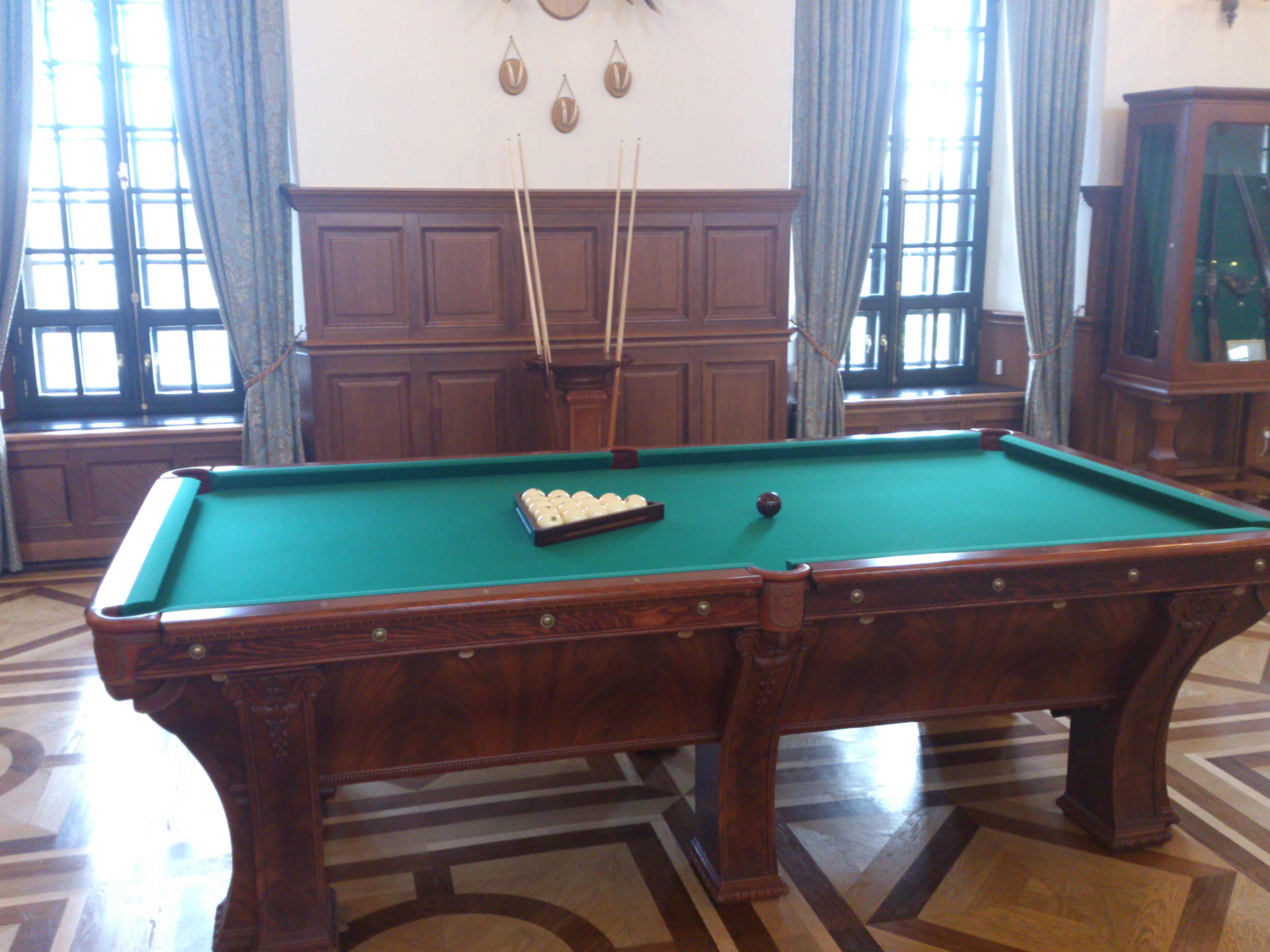
Стіл для «Піраміди»

Піраміда (більярд), або «Російська Піраміда», «Російський більярд» — один з видів більярду, гра кулями на спеціально обладнаному столі. На територію сучасної Росії більярд був привезений Петром І на початку XVIII століття. Оскільки більярд на цій території розвивався ізольовано, то він отримав свої особливості.

## Розмітка більярдного столу
Ігрова поверхня столу містить такі позначки та лінії:
- точка, яка розташовується в центрі ігрової поверхні столу (центральна відмітка).
- пряма, яка проводиться через центральну відмітку паралельно коротким бортам (Центральна лінія) та ділить ігрову поверхню столу на дві рівні частини (половини) — передню і задню.
- точка, яка розташовується в центрі передньої половини ігрової поверхні столу (передня відмітка).
- пряма, яка проводиться через передню відмітку паралельно переднього борту (лінія дому).
- точка, яка розташовується в центрі задньої половини ігрової поверхні столу (задня позначка);
- проведена від задньої відмітки до середини заднього борту частина поздовжньої лінії столу (лінія виставлення куль).[2]

## Особливості Піраміди
Особливостями Піраміди є:
- для гри в Піраміду використовують шістнадцять відносно великих куль (d=68мм), п'ятнадцять з яких мають номер з першого по п'ятнадцятий, а шістнадцята куля — биток відрізняється від них особливою розміткою або кольором (здебільшого темно-червоний, жовтий);
- великий, у порівнянні з Пулом, розмір більярдного столу — 9-12 футів (12 футів — турнірні столи). Такі столи зокрема виробляв знаменитий власник фабрики з виготовлення більярдних столів Фрейберґ, який випустив «Строгий стіл» з вузькими лузами і бортами середньої пружності;[1]
- поверхня більярдного столу повинна мати співвідношення 1:2, завдяки чому 6 луз розташовуються на однаковій відстані одна від одної. Висота столу — 800—820 мм;
- в російському більярді «суворі лузи» (кутові лузи — 72-73 мм, а середні — 82-83 мм), в які можна влучити кулею (діаметр 68 мм.) тільки при точних ударах.[2]

## Види гри в Піраміду

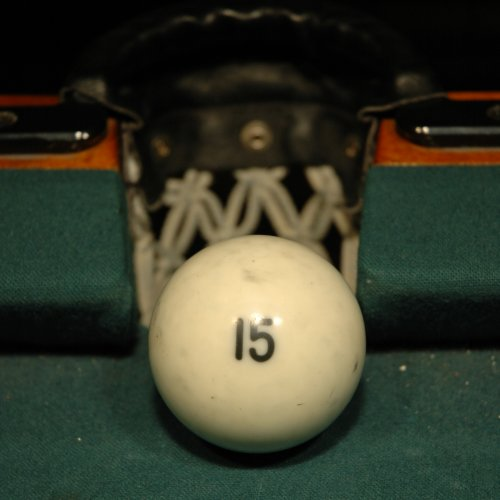
Порівняння кулі і лузи

"Російська піраміда" або «російський більярд» — це збірна назва, що позначає велику кількість більярдних ігор з певними схожими правилами.
Виділяють такі різновиди гри:
- класична або російська піраміда. Гравець для перемоги повинен набрати 71 бал (сума номерів куль, забитих гравцем) і більше. Перед ударом гравець визначає кулю, яку він збирається забити і в яку лузу повинен влучити;
- вільна піраміда або американка. В грі перемагає гравець, який використовуючи в якості битка будь-яку кулю першим заб'є будь-яких 8 куль;
- комбінована піраміда або «сибірка». Перемагає гравець, який використовуючи в якості битка одну конкретну кулю першим заб'є 8 куль;
- динамічна або невська піраміда. Гравцю слід першим забити 8 куль при ударах по битку; У разі, якщо забивається биток гравець знімає зі столу одну з прицільних куль за своїм вибором та робить удар з руки по битку, при цьому в лузу можна забивати тільки прицільну кулю;
- класична піраміда (51 очко). Виграє той, хто першим набере 51 і більше очок. Номер кожної забитої кулі це очки, окрім кулі з 1 номером (туз) яка дає 11 очок). До номера останньої прицільної кулі, яка залишилася на столі додається 10 очок;
- класична піраміда (8 очок). Виграє той, хто першим набере 8 очок (одна куля — одне очко). Забивати в лузу можна тільки прицільні кулі без оголошення замовлення.[2]

## Правила гри в російський більярд
Загальні правила гри:

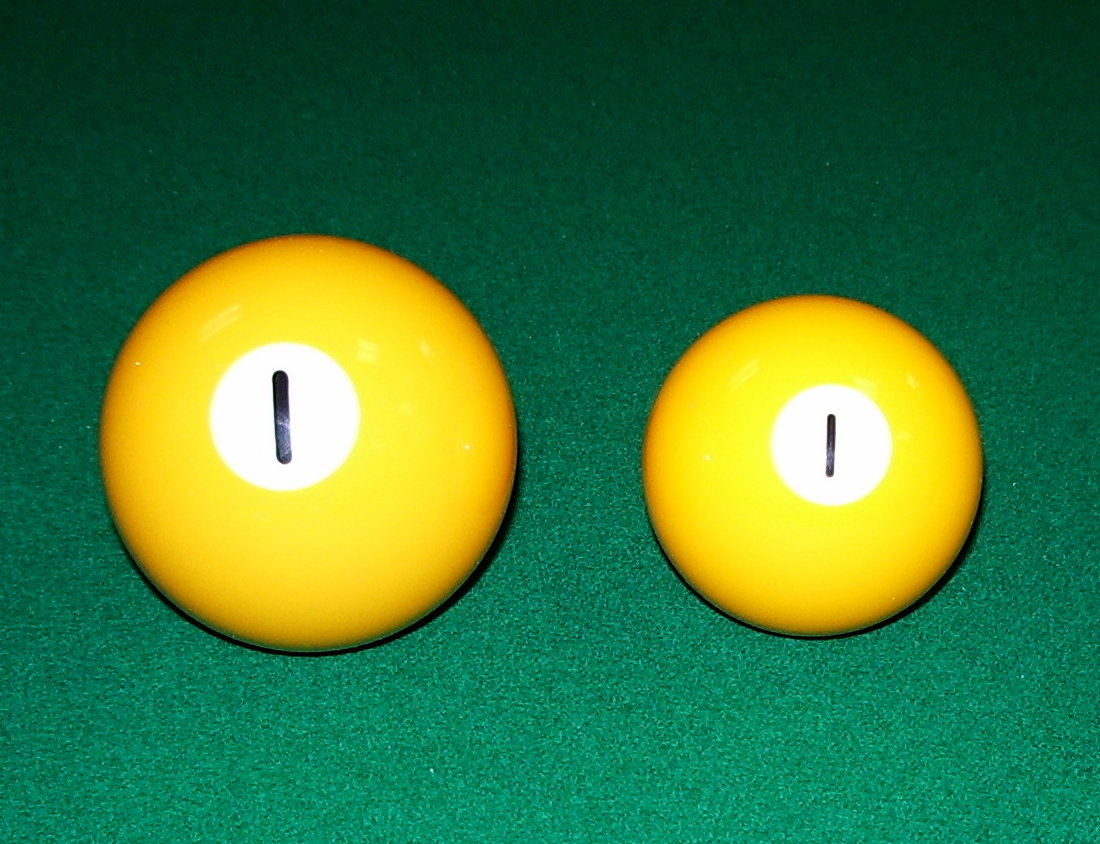
Більша куля для гри в Піраміду, а менша для гри в пул

- право першого удару отримує гравець, що виграв розіграш. Під час розіграшу обидва гравця б'ють ударом з руки з дому в напрямку до заднього борту і назад. Виграє розіграш гравець, куля якого зупинилася ближче до переднього борту. Право першого удару можна передати;
- при ударі хоча б одна з ніг гравця має бути на підлозі;
- удар повинен бути виконаний так, аби рука гравця, предмет його одягу чи будь-який інший сторонній предмет, інвентар (машинка, крейда тощо) не дотикався до кулі;
- удар по битку повинен наноситися тільки наклейкою кия;
- перший удар вважається правильним, якщо одна з куль правильно потрапила в лузу, або щонайменше три прицільні кулі торкнулись борту чи бортів; дві прицільні кулі торкнулись бортів чи борту і одна куля перетнула центральну лінію;
- прицільну кулю битком можна вдарити як напряму, так і від борту;
- биток має доторкнутись до хоча б однієї з куль;
- тільки після зупинки всіх куль на ігровій поверхні столу гру можна продовжити;
- якщо після удару куля зупинилася поза ігровою поверхнею столу (на борту, на підлозі і т. ін.) вважається, що вона вискочила за борт із застосуванням штрафу;
- всі неправильно забиті кулі, кулі, які вискочили за борт виставляються після завершення удару і до початку наступного на ігрову поверхню столу з відповідними особливостями, залежно від кількості таких куль та правил кожної конкретної гри.[2]